# Impero aericano
(Eric Lis, il fondatore di Aerica)
L'Impero aericano, comunemente chiamato anche Aerica ed in Italia noto anche sotto la nomenclatura inglese di Aerican Empire, è una micronazione fondata nel maggio del 1987. Il nome è un gioco di parole dell'Impero americano (così come il soprannome, avente origine dall'America).
I suoi membri rivendicano il controllo di un'area molto scollegata, che include un territorio paragonabile a un km² in Australia, un terreno esteso quanto una casa a Montréal, in Canada (in cui è presente l'Embassy to Everything Else, in italiano l'Ambasciata di Tutto il Resto), altre aree sparse nel mondo; per quanto riguarda i possedimenti spaziali Aerica dispone di una colonia su Marte, l'emisfero settentrionale di Plutone e un pianeta immaginario denominato Verden.
Sebbene i membri dell'Impero aericano la dichiarino essere una micronazione autonoma, Aerica in realtà non è ufficialmente riconosciuta come Stato sovrano o indipendente da nessuna nazione del mondo.

## Storia
La storia di Aerica ha origine quando il canadese Eric Lis ed un gruppo di suoi amici decidono l'8 marzo 1987 di fondare uno stato.
Per i primi dieci anni l'Impero era totalmente immaginario, rivendicando porzioni di pianeti e dichiarando guerra alle altre micronazioni. Tuttavia dopo l'avvento di Internet, grazie al quale i fondatori scoprirono l'esistenza di altri microstati, l'Impero ha lentamente abbandonato tutti gli elementi di fantasia e iniziò a lavorare per essere un'entità politica. Nel 1997, l'Impero ha creato il proprio sito web.
Nel 2000 per la prima volta la nazione venne citata in un giornale, il New York Times, che così descrisse il microstato:.
(The New York Times)
Dopo l'evento vi fu un vero e proprio boom demografico: difatti negli anni successivi la popolazione crebbe fino a raggiungere 500 persone. Tuttavia nei mesi seguenti la popolazione diminuì gradualmente scendendo a poche centinaia di individui.

### L'impero aericano oggi
La missione aziendale di Aerica è quella di "facilitare l'evoluzione di una società dove l'Impero stesso non è più necessario". L'Impero afferma di avere un sistema repubblicano parlamentare, con organi e uffici, sotto il comando di un Imperatore (attualmente il fondatore, Eric Lis).
L'Impero aericano ha per la prima volta battuto moneta nel novembre del 2009. L'Aerica non possiede dei passaporti veri e propri, infatti la stessa è munita di «passaporti novità» (novelty passport) scaricabili da Internet; uno di questi passaporti è stato mostrato ad un'esibizione di Tokyo.
I cittadini condividono un grande senso dell'umorismo e un grande amore per il fantasy, con continui riferimenti a Star Wars, Guida galattica per gli autostoppisti e simili. Ogni anno Aerica tiene dei concorsi ed eventi come il Dog-Biscuit Appreciation Day Scavenger Hunt (Giorno dell'apprezzamento dei croccantini per cani). Hanno anche sviluppato una religione, il Silinismo (Silinism); in origine era uno scherzo, ma l'Aerica afferma che vi sono trenta praticanti in tutto il mondo. Nella stessa, inoltre, sono presenti festività, come il What the Heck is That Day (19 marzo), Oops Day (27 febbraio) o il Procratinator's Day (2 gennaio).

### Simboli
L'Impero Aericano ha una bandiera e uno stemma (o logo), la bandiera è un drappo di rosso con un palo d'argento che occupa due quarti del drappo, all'interno del palo è centrata uno Smiley.
Lo stemma (o logo) è rappresentato da uno Smiley sorridente, affiancata da una A (per Aerican) in alto a sinistra, e una E (per Empire) in basso a destra.

## Altro
Anche dopo l'avvento di Internet gli eventi locali hanno sempre avuto una grande importanza. Infatti i cittadini aericani si incontrano in riunioni settimanali a Montréal, Melbourne e New York ed è stato tenuto perfino un anniversario per i venti anni dell'Aerica nel luglio del 2007.

## Possedimenti dell'Impero aericano

### Possedimenti terrestri
Di seguito i possedimenti terrestri aericani:
- Earth, ovvero «Terra», un luogo la cui vera locazione è ignota; solo l'imperatore ne sa l'esatta conoscenza. Sarebbe un terreno grande quanto una casa a Montréal, in Canada.
- The Pasture, «il Pascolo», un territorio situato fra gli stati americani del Michigan e del Wisconsin.
- Chompsville, una porzione di territorio estesa 1 km² in Australia, situato a Springvale, un quartiere di Melbourne, in Victoria. Si trova a est di Psyche.
- Psyche, un territorio grande 50 km², situato pressappoco a Dandenong, un quartiere di Melbourne, in Victoria.
- Parrwater, città la cui locazione corrisponde alla città canadese di Castor, in Alberta.
- Isola di Retsaot, corrispondente ad Ashburton, in Nuova Zelanda.
- Microvia, una casa a Londra dove si troverebbero i servizi segreti aericani.

### Possedimenti spaziali
Ecco i possedimenti di Aerica nello spazio:
- Verden, una rivendicazione totalmente inventata, poiché si tratta di un pianeta inesistente.
- Emisfero nord di Plutone, chiamato dagli aericani "Plutopia del Nord" (Northern Plutopia).
- Colonia su Marte, un territorio largo circa 2,9 km².